# 陳則語
陳則語（1991年5月12日—）為臺灣籃球教練、前運動員，現擔任台灣職業籃球大聯盟新竹御嵿攻城獅助理教練。

## 生平
就讀國立臺灣藝術大學時曾奪下大專籃球聯賽（UBA）冠軍賽MVP，第八季超級籃球聯賽新人選秀會第二輪被裕隆納智捷選中，曾效力於台灣啤酒、富邦勇士、金門酒廠、新北裕隆納智捷，曾入選三屆瓊斯盃代表隊。

## 外部連結
- 陳則語在fiba.basketball（英语）
- 陳則語在P. LEAGUE+官網
- 陳則語在Eurobasket.com（球員）（英语）
- 陳則語在Eurobasket.com（教練）（英语）